# 吕应堂
吕应堂（？—，男，中国生物学家，武汉大学生命科学学院教授，研究方向为植物发育与逆境应答、植物发育分子生物学。教育部首批“长江学者”特聘教授。

## 生平
1978年3月至1982年1月，就读于武汉大学，获学士学位。1982年2月至1984年9月，就读于中科院北京遗传所，获硕士学位。1986年8月至1991年8月，就读于夏威夷大学，获博士学位。
1986年8月至1996年8月在美国加州大学伯克利分校植物生物学系从事博士后研究。1996年9月至今为武汉大学生命科学学院教授。